# لوكاس فرونيسكي
لوكاس فرونيسكي (بالبولندية: Łukasz Wroński)‏ هو لاعب كرة قدم بولندي في مركز الوسط، ولد في 13 يناير 1994 في Bełchatów ‏ في بولندا. لعب مع GKS Bełchatów ‏.

## وصلات خارجية
- لوكاس فرونيسكي على موقع قاعدة بيانات كرة القدم.إي يو (الإنجليزية)
- لوكاس فرونيسكي على موقع Soccerway.com (الإنجليزية)
- لوكاس فرونيسكي على موقع عالم كرة القدم.نت (الإنجليزية)